# Tooele
Tooele is een plaats in Tooele County in Utah (VS). Het inwoneraantal bedroeg in 2002 22.502 inwoners en in 2005 27.903 inwoners.
De stad staat bekend om zijn wapendepot en een verbrandingsoven voor chemische wapens. In het tv-programma Prison Break is het ook de plaats waar de beruchte gijzelnemer D.B. Cooper vijf miljoen dollar zou hebben verstopt.
In de omgeving staat ook de Kennecottschoorsteen.

## Plaatsen in de nabije omgeving
De onderstaande figuur toont nabijgelegen plaatsen in een straal van 20 km rond Tooele.